# Entomophthorales
Ordre
Les Entomophthorales sont un ordre de champignons de la sous-division des Entomophthoromycotina, qui sont principalement des champignons entomopathogènes parfois utilisés dans la lutte biologique contre certains insectes nuisibles aux cultures.

## Systématique
D'après la 10e édition de Dictionary of the Fungi (2007) et MycoBank :
- famille des Ancylistaceae
- famille des Completoriaceae
- famille des Entomophthoraceae
- famille des Meristacraceae
- famille des Neozygitaceae
- genre Zygaenobia (incertae sedis)